# 馬修斯 (北卡羅萊納州)
马修斯（Matthews）是位於美国北卡罗来纳州梅克伦堡县东南部的一个小镇。根据2010年美國人口普查，當地人口为27,198人。當地於1879年更名為馬修斯。名字來源自中央卡罗来纳铁路（Central Carolina Railroad）的负责人爱德华·马修斯（Edward Matthews）。